# Sender Aigen-Ulrichsberg
Der Sender Aigen-Ulrichsberg ist eine Sendeanlage für UKW-Rundfunk, digitales Fernsehen sowie Mobilfunk im Bezirk Rohrbach nördlich von Ulrichsberg.

## Beschreibung
Der Füllsender dient der Versorgung des nordwestlichen Teils des Bezirks Rohrbach, da in vielen Ortschaften im Tal der großen Mühl der Fernsehempfang vom Sender Lichtenberg sehr eingeschränkt ist. Er ist mit 600 Watt (DVB-T) bzw. 100 Watt (UKW) der leistungsstärkste Rundfunksender des Bezirks Rohrbach.
Im Jänner 2010 wurde der Sender von analogem Fernsehen auf DVB-T-Sendebetrieb umgestellt. Seit 2017 wird in DVB-T2 gesendet.
Seit November 2012 wird auch zusätzlich Kronehit ausgestrahlt, dazu war es erforderlich, ein UKW-Antennensystem zu montieren. Die Signalzuführung erfolgt vom Sender Schardenberg.

## Frequenzen und Programme

### Digitales Fernsehen (DVB-T2)
Die Ausstrahlung wird im Gleichwellenbetrieb mit anderen Sendern im Mühlkreis gesendet: DVB-T2 aus Oberkappel wird im Kanal 43 ausgestrahlt.
| Kanal | Frequenz (in MHz) | Multiplex | Programme im Multiplex | ERP (in kW) | Antennen- diagramm rund (ND), gerichtet (D) | Polarisation horizontal (H), vertikal (V) | Gleichwellennetz (SFN)                                                                          |
| ----- | ----------------- | --------- | --- | ----------- | ------------------------------------------- | ----------------------------------------- | ----------------------------------------------------------------------------------------------- |
| 36    | 610               | MUX A-ON  | - ORF 1 - ORF 2 Wien - ORF 1 HD - ORF 2 Salzburg HD - ORF 2 Oberösterreich HD - ORF 2 Niederösterreich HD - ORF III HD - ORF SPORT + HD | 0,6         | D                                           | H                                         | Aigen, Engelhartszell, Ranna, Vorderweissenbach, Schönau im Mühlkreis, Windischgarsten, Gmunden |

### Analoges Radio (UKW)
In UKW werden folgende Programme ausgestrahlt:
| Frequenz (in MHz) | Programm | RDS PS   | Senderlogo | PI-Code               | Regionalisierung | ERP (in kW) | Antennendiagramm rund (ND), gerichtet (D) | Polarisation horizontal (H), vertikal (V) |
| ----------------- | -------- | -------- | ---------- | --------------------- | ---------------- | ----------- | ----------------------------------------- | ----------------------------------------- |
| 105,1             | kronehit | kronehit |            | A3FF/ A7FF (regional) | Oberösterreich   | 0,1         | D                                         | H                                         |

### Analoges Fernsehen (PAL)
Bis zur Umstellung auf DVB-T wurden folgende Programme in analogem PAL gesendet:
| Kanal | Frequenz (MHz) | Programm             | ERP (kW) | Sendediagramm rund (ND)/ gerichtet (D) | Polarisation horizontal (H)/ vertikal (V) |
| ----- | -------------- | -------------------- | -------- | -------------------------------------- | ----------------------------------------- |
| 23    | 487,25         | ORF 2 Oberösterreich | 1        | D                                      | H                                         |
| 26    | 511,25         | ORF 1                | 1        | D                                      | H                                         |